# ルース・ライリー
ルース・ライリー（Ruth Ellen Riley、1979年8月28日 - ）は、アメリカ合衆国の元女子プロバスケットボール選手である。

## 来歴
ノートルダム大学在学中、1999年ユニバーシアード銀メダルを獲得。
卒業後の2001年、WNBAドラフト全体5位でマイアミ・ソルに指名され契約。
2002年、世界選手権に出場するアメリカ代表候補に選ばれたが、最終メンバーからは漏れた。
ソルは2002年限りで解散したため、2003年の分配ドラフトでデトロイト・ショックに移籍。同年のWNBA優勝を決め、ファイナルMVPも獲得。
2003年、WNBAオフに展開される国内リーグNWBLのColorado Chillにも所属。2005-06シーズンはスペインに移籍も、NWBLラストとなる2006-07に復帰、ラストを優勝で飾りプレーオフMVPも獲得。
2004年、アテネオリンピックアメリカ代表に選出され、金メダル獲得。
2007年、サンアントニオ・シルバースターズに移籍。
2010年、ギリシャリーグのAthinaikos clubと契約し、ユーロカップ優勝。
2012年、シカゴ・スカイへ移籍。
2013年、アトランタ・ドリームへ移籍。
2014年引退。